# Jan Stieding
Jan Stieding (* 7. Januar 1966 in Bad Langensalza) ist ein deutscher Maler.

Jan Stieding (2014)

## Leben
Stieding ist der Sohn des Bildhauers Harald Stieding und lernte zunächst den Beruf eines Steinmetzes. Von 1991 bis 1994 studierte er an der Hochschule für Bildende Künste in Dresden. 1995 wechselte er an die Kunstakademie Düsseldorf zunächst zu Hubert Kiecol. Als Meisterschüler von Jörg Immendorff beendete Jan Stieding 1998 das Studium und arbeitete anschließend bis zum Jahr 2000 als sein Assistent. Von 2000 bis 2001 war er Kurator für junge Kunst im Atelier Immendorff Kaistraße 16 in Düsseldorf. 2001 hatte er seine erste Ausstellung in der Galerie Nosbaum Reding in Luxemburg. Neben Einzel- und Gruppenausstellungen setzt Jan Stieding seine kuratorische Tätigkeit in eigenen Offspace-Projekten fort. Er lebt mit seiner Frau und drei Töchtern in Düsseldorf und Thüringen.

## Werk
Das 2005 bei Navado Press herausgegebene Künstlerbuch mit einem Text von Raimund Stecker Realisierungen von Verborgenem welches zeitgleich zur Ausstellung Risiko in der Luxemburger Galerie Nosbaum Reding erschien, legt den Fokus auf Malerei, deren Motive sich aus dem in der DDR Erlebten und Erinnerten des Künstlers herleiten. Werktitel wie Jugendclub, Palastbar, Subbotnik, Kati spielen darauf an. In den meist großformatigen Bildern sowie in den Gouache- und Aquarell-Serien der folgenden Jahre versammeln sich Narratives und Erinnertes aus wissenschaftlichen, psychologischen, literarischen und biografischen Themen. Die Motive, oft auch aus der zeitgenössischen Medienwelt entnommen, sind nur Anlass für eine prozesshafte Malerei und werden durch diffuse Farbverläufe und irritierende Flecken, Akzentuieren sowie Zonen der Unschärfe bis zur Abstraktion getrieben.

## Ausstellungen (Auswahl)

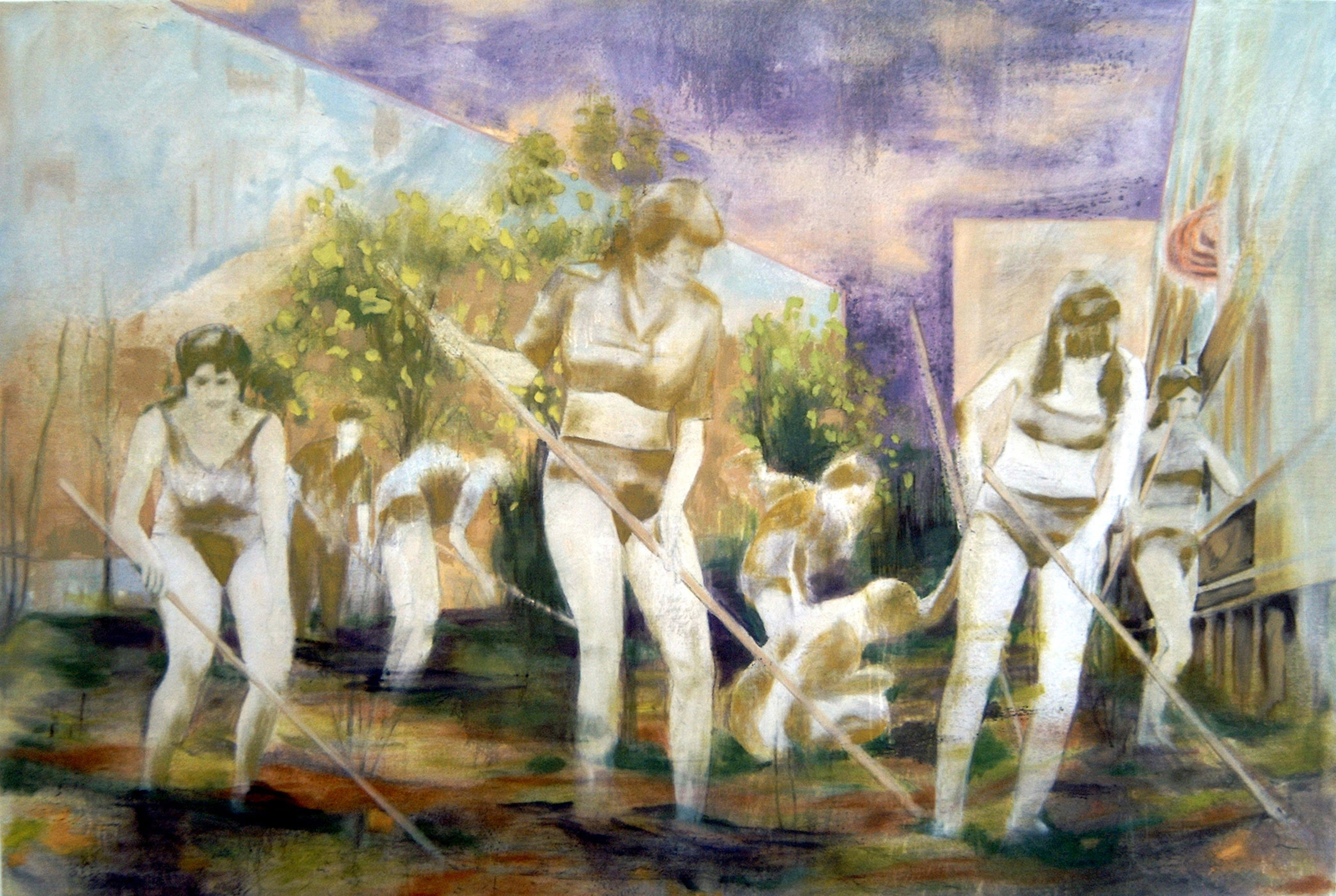
Subbotnik, 175 × 260 cm, Öl auf Leinwand, 2004

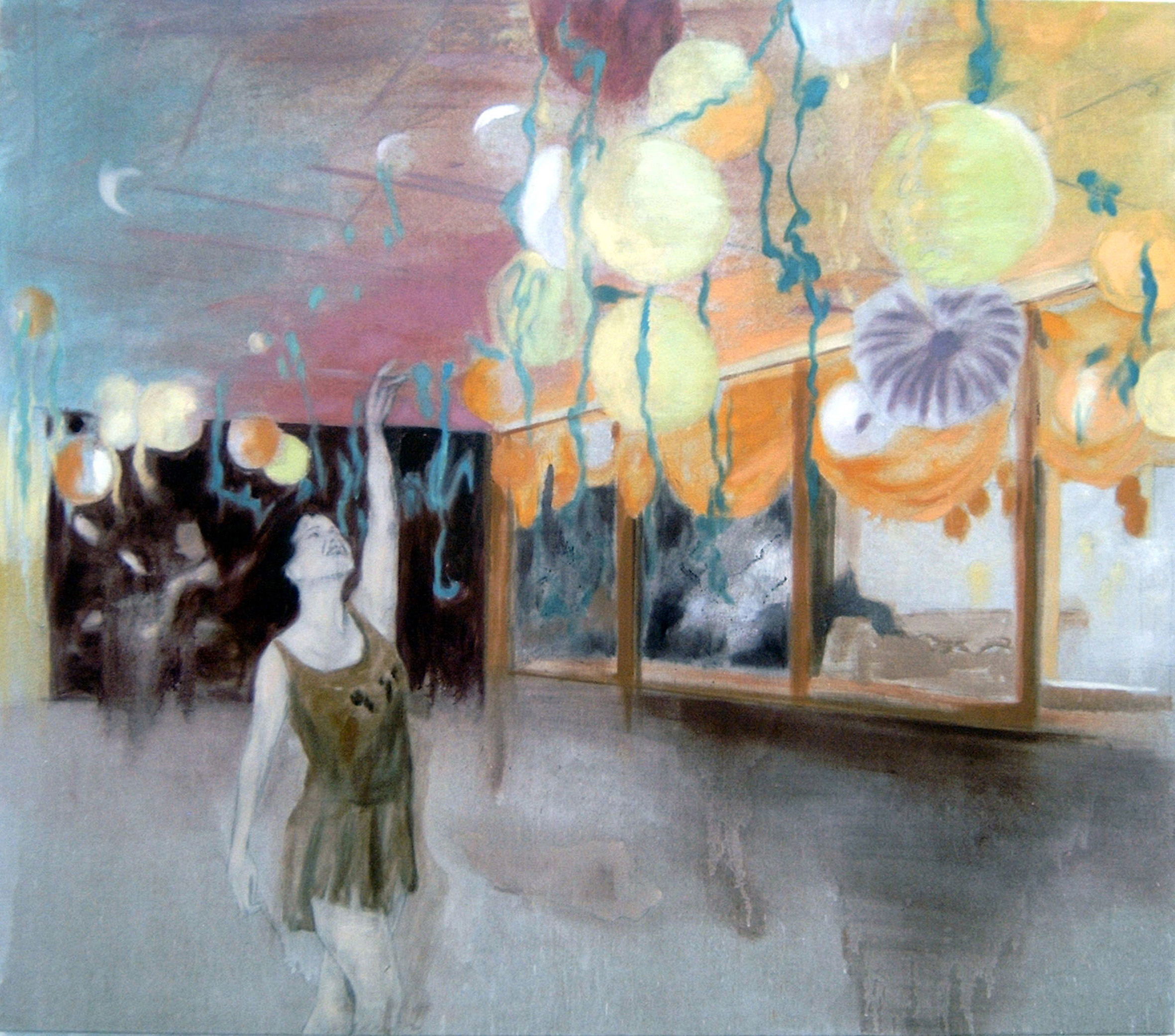
Palast, 140 × 160 cm, Öl auf Leinwand, 2004

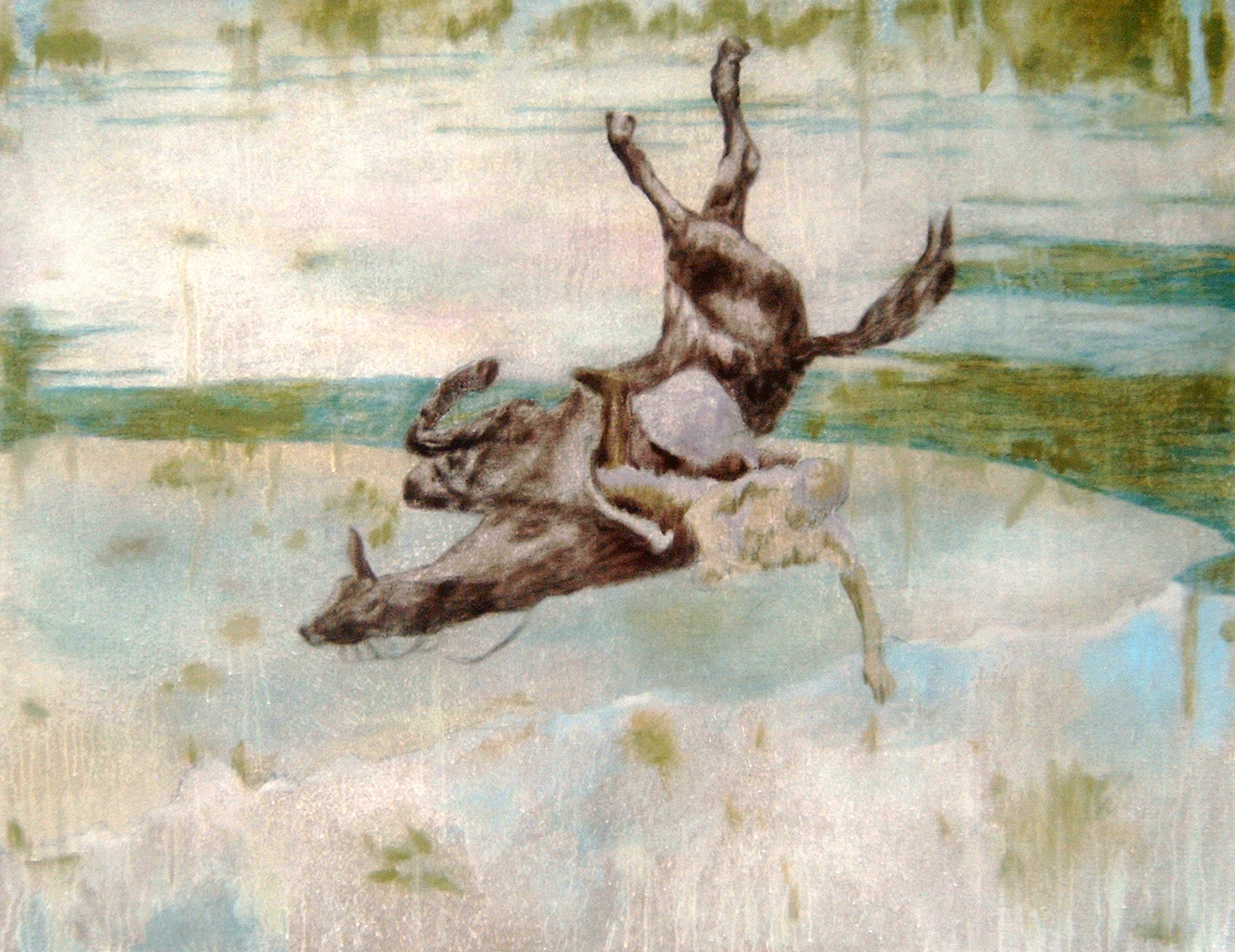
Risiko, 150 × 200 cm, Öl auf Leinwand, 2005

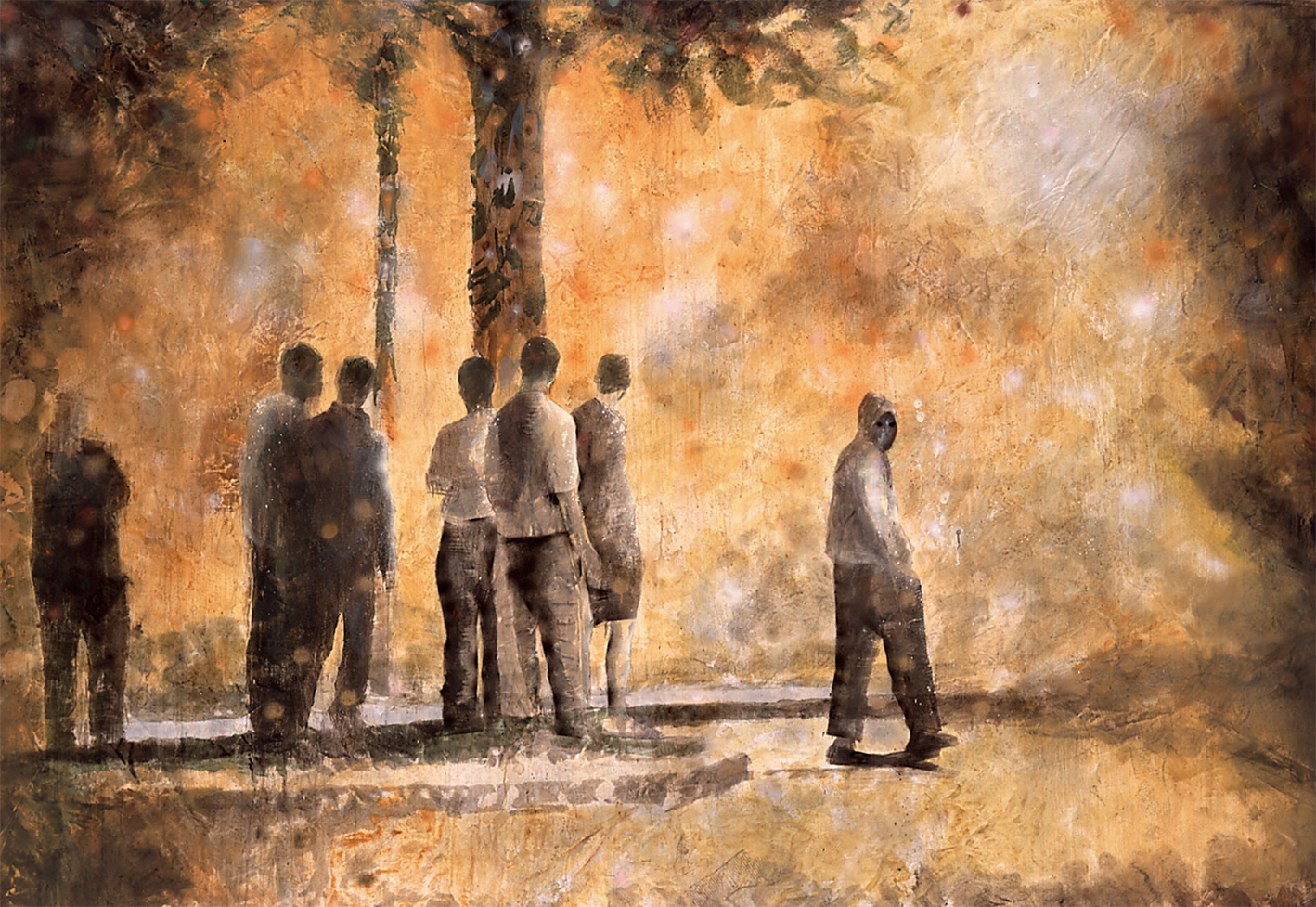
Rebellen, 200 × 290 cm, Öl, Lackspray, Tape auf Leinwand, 2007

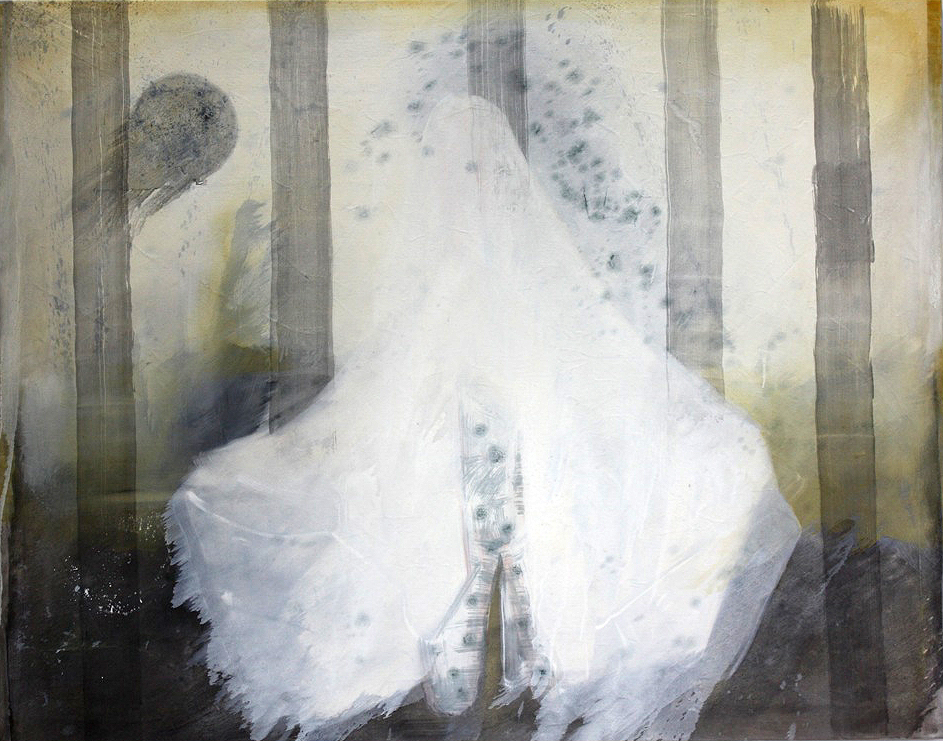
Geist, 150 × 190 cm, Öl, Lackspray, auf Leinwand, 2012

### Seit 2011
- Draußen, Museum Ratingen (2023) (S);
- No Holiday, Studio Aachener Straße (2022) (mit Olha Trehubova);
- AndersOrt, Bergkirche, Bad Langensalza (2022) (G);
- Wählen. Zahlen. Nehmen., Thüringer Landtag, Erfurt (2021) (S);
- Sammlung neu entdeckt. Ausgewählte Arbeiten aus der ehemaligen "Ostdeutschen Artothek", Stiftung GHH - Deutsch-osteuropäisches Forum, Düsseldorf,
- Thüringer Landtag, Erfurt (2021) (S);
- Thüringen. Die ganze Wahrheit, ACC Galerie Weimar, Weimar (2021)(G);
- Palast der Republik. Utopie, Inspiration, Politikum, Kunsthalle Rostock, Rostock (2019)(G);
- Stieding/Stieding, Galerie Schloß Dryburg Kunstwestthüringer e.V., Bad Langensalza (2016) (mit Harald Stieding);
- BETON, Lehmbruck Museum, Duisburg (2016) (mit Alice Könitz, Jörg Wagner);
- Danach, Galerie ck-f, München (2016) (S);
- thereafter. outside, LAMOA, Los Angeles Museum of Modern Art, Los Angeles (2015) (mit Jörg Wagner);
- At Home with Collector G., Livingstone Gallery, Den Haag (2015) (G);
- Jan Stieding, Malerei 2004–2014, Merck Finck & Co, Privatbankiers, Düsseldorf (2014) (S);
- Open Studio, Cité des Arts, Paris (2014) (S);
- DCKD - traditionelle und zeitgenössische Kunst, MoMA XLY, Chengdu;Yanhuang Art Museum Beijing;
- Third Fine Arts Festival of Province Hubei, Wuhan;
- International Culture Festival, Shenzhen, China (2013) (G);
- YIA Lille Grand Palais, Nosbaum&Reding-Art Contemporain Luxembourg, (2013) (S);
- museum kunst palast zu Gast bei Merck Finck & Co, (2012) (G);
- Zeigen, Galerie Sebastian Brandl, Köln (2012) (G);
- Black Park, Studio Aachener Straße (2011) (S);
- betonbar6, Neuer Kunstverein Wuppertal, (2011) (G);

### 2000 bis 2010
- Der fetzige Indianer, Galerie Sebastian Brandl, Köln (2010) (S);
- art scout art one. Zeitgenössische Kunst in Mannheim (2009) (G);
- Anderswo, Sebastian Brandl, Ludwig Gies Park, Köln, (2009) (S);
- Tage ohne Ende, Stadtmuseum im Augustinerkloster, Bad Langensalza/Thüringen (2009) (S),
- Menschenbilder 1620/2009, Museum Abtei Liesborn des Kreises Warendorf, Wadersloh-Liesbor (2009) (G);
- Von Liebeslust und Lebenslast – der inszenierte Alltag, Museum Schloss Corvey, Höxter (2009) (G);
- Das Leben der Anderen, Galerie Sebastian Brandl, Köln (2008) (S),
- about painting, Musèe Les Abattoirs, Toulouse (2008) (G),
- sucked in-blown out, kjubh, Köln (2008) (G);
- Fast Forward artist in residence, Galerie Zink New York (2007) (S),
- about blank, Konrad Fischer Galerie, Düsseldorf (2007) (G);
- one, two, three, Wandergalerie Stephanie Bender, München (2007) (S);
- update 07, Galerie Gmyrek, Düsseldorf (2007) (G),
- Von Pferden und Affen, Museum Ludwig Koblenz (2007) (G),
- Gregor Schneider: Totalschaden, Kunstverein Bonn (2006) (G);
- Tor, Tor, Tor, Künstlerverein Malkasten, Düsseldorf (2006) (G);
- Risiko Nosbaum & Reding Art Contemporain, Luxemburg (2005) (S);
- Zementa (mit Sabine Moritz, Jenny Rosemeyer), Felix-Ringel-Galerie, Düsseldorf (2005);
- Liste Basel 05 (S),
- offshore-splinter, Schloss Plüschow, Mecklenburg-Vorpommern;
- Kunsthaus Essen (2005) (G);
- Janis Avontis, Cornelius Quabeck, Jan Stieding, Galerie Rüdiger Schöttle, München  (2004);
- La section d´Or, La Lune en Parachute, Kunstverein Epinal (2004) (G);
- In memoriam Bob Ross, Kunstverein Konstanz (2003) (G);
- Snow White, Felix-Ringel-Galerie (Kunstrasen), Düsseldorf (2003) (G);
- Der goldene Schnitt, Atelier Immendorff Kaistraße 16, Düsseldorf (2002) (G),
- Nosbaum Reding - Art Contemporain, Luxemburg (2002) (S);
- Nosbaum Reding - Art Contemporain, Luxemburg (2001) (S);
- Atelier Immendorff Kaistraße 16, Düsseldorf (2000) (S)

G: Gruppenausstellung S: Soloausstellung

## Sammlungen
- Janco Dada Museum, Ein Hod, Israel
- Thüringer Landtag, Erfurt
- Stiftung museum kunst palast, Düsseldorf
- Deutsche Bank Frankfurt
- Sammlung Gabriele Henkel
- Indigo Collection
- Museum Ratingen